# Tesnota
Tesnota è un film del 2017 diretto da Kantemir Balagov, al suo esordio alla regia di un lungometraggio. È co-prodotto dalla fondazione no profit "Primer Intonacij" di Aleksandr Sokurov.

## Trama
Nal'čik, Ciscaucasia, 1998. La vita di una famiglia ebrea viene sconvolta dal rapimento del figlio e della sua fidanzata prossimi alle nozze. Immersi in un clima di diffidenza e di contrasti etnici e religiosi, i componenti della famiglia sono chiamati a grandi sacrifici personali per raccogliere la somma richiesta per pagare il riscatto.

## Produzione
Il film è stato girato nel 2016 a San Pietroburgo nelle scene di interni e a Nal'čik in quelle di esterni.

## Distribuzione
Il film è stato presentato in anteprima al Festival di Cannes 2017 il 24 maggio, nella sezione Un Certain Regard, venendo distribuito nelle sale cinematografiche italiane da Movies Inspired a partire dal 1º agosto 2019. Invece all'interno del programma"Fuori Orario" l'ha presentato in lingua originale russa con sottotitoli in italiano.

## Riconoscimenti
- 2017 - Festival di Cannes[4]
  - Premio FIPRESCI (Un Certain Regard)
  - In competizione per la Caméra d'or
  - In competizione per il premio Un Certain Regard